# Cosmote
Cosmote Mobile Telecommunincations S.A. (in greco: Cosmote Κινητες Τηλεπικοινωνιες Α.Ε.) noto semplicemente come Cosmote è il più grande operatore di rete mobile in Grecia. La società ha sede ad Atene ed è interamente di proprietà consociata di OTE, il principale operatore di telecomunicazioni greco.
È membro dell'Istituto europeo per le norme di telecomunicazione (ETSI).

## Storia
Cosmote ha avviato operazioni commerciali in Grecia nell'aprile 1998 e ha raggiunto 1 milione di abbonati un anno dopo. Nel 2000 la società è stata quotata alla Borsa di Atene.
Nel 2001 Cosmote ha raggiunto una base di clienti di 2,5 milioni diventando il più grande operatore di rete mobile in Grecia.
Nel 2006 Cosmote ha acquisito il 99% di Germanos SA dal suo proprietario Panos Germanos, una catena multinazionale di venditori al dettaglio di prodotti elettronici. Nello stesso anno Cosmote è stata elencata tra le migliori aziende nel settore della tecnologia a livello mondiale secondo la classifica di BusinessWeek's Information Technology 100, essendo l'unica azienda greca nell'elenco.
Nel febbraio 2007 Cosmote ha lanciato per la prima volta sul mercato greco pacchetti di servizi di telefonia mobile e Internet a banda larga (ADSL). Nel novembre dello stesso anno OTE ha presentato un'offerta pubblica di acquisto volontaria per l'acquisto delle restanti azioni di Cosmote. Le azioni Cosmote hanno cessato la negoziazione il 1º aprile 2008, quasi otto anni dopo il lancio della società alla Borsa di Atene.
Nel 2008 Cosmote ha firmato un accordo con Telekom Slovenije per il trasferimento del 100% della partecipazione della prima sia a Cosmofon che a Germanos in Macedonia del Nord, che in seguito sono state entrambe rinominate.
Nel 2010 Cosmote ha aggiornato la sua rete, introducendo velocità fino a 42,2 Mbit/s in downlink e 5,8 Mbit/s in uplink e ha annunciato prove LTE su base pilota.
Nel settembre 2011 la copertura della popolazione della rete 3G di Cosmote ha superato il 98%. Nel novembre dello stesso anno Cosmote ha rinnovato la sua attuale licenza nella banda 900 MHz e si è assicurata uno spettro aggiuntivo nelle bande 900 e 1800 MHz nell'asta condotta dalla Commissione ellenica per le telecomunicazioni e le poste (EETT).
Nel gennaio 2012 Cosmote ha lanciato i servizi di terza generazione in Albania e solo ad aprile la copertura della popolazione 3G ha raggiunto il 98%. A novembre, Cosmote, prima in Grecia, ha lanciato commercialmente la sua rete mobile a banda larga 4G LTE (Long Term Evolution) ad Atene e Salonicco.
Nell'agosto 2013 le reti mobili Globul e Germanos, sussidiarie di Cosmote in Bulgaria, sono state vendute a Telenor e successivamente rinominate.
Nel settembre 2014 Cosmote Romania si è fusa commercialmente con Romtelecom e rinominata adottando il marchio Deutsche Telekom, Telekom.
Nel luglio 2015 anche la controllata AMC in Albania è stata rinominata e ha adottato il marchio Telekom.
Nel settembre 2015 la capogruppo OTE ha annunciato che adotterà il marchio Cosmote come marchio commerciale uniforme per la telefonia fissa, a banda larga e mobile. La società ha scelto di non adottare il marchio Deutsche Telekom con il quale opera in Europa centrale e orientale.